# Auguste d'Overschie de Neeryssche
Le baron Auguste Joseph Ghislain d'Overschie de Neeryssche, né le 16 mai 1802 à Bruxelles et mort le 21 juin 1880 à Neerijse, est un homme politique belge. Il est le gendre de Emmanuel van der Linden d'Hooghvorst.

## Fonctions et mandats
- Bourgmestre de Neerijse : 1836-1880
- Membre du Sénat belge : 1847-1880
- Questeur du Sénat : 1863-1879

## Sources
- Jean-Luc De Paepe & Christiane Raindorf-Gerard, Le Parlement belge, 1831-1894. Données biographiques, Brussel, 1996.